# Mister Olympia 2016
El Mister Olympia 2016 fue la edición número 52 del Mister Olympia, la competición de culturistas más importante del mundo, organizada por la Federación Internacional de Fisicoculturismo, conocida como la IFBB por sus siglas en inglés.
En este certamen clasificaron 5 competidores a las instancias finales, entre ellos, Mamdouh Elssbiay, William Bonac, Dexter Jackson, Shawn Rhoden y el campeón estadounidense Phil Heath. De los cinco, solo Rhoden y Heath llegaron a la final, según el criterio de los jurados; finalmente, Heath ganó a Shawn Rhoden después de obtener mejores resultados, lo que le valió para coronarse como el Mister Olympia 2016. Con esta victoria Heath obtuvo su sexta corona como el mejor del mundo.
Heath ganó esta competición después de obtener 10 puntos en la tabla final, seguido de Shawn Rhoden con 25 y Dexter Jackson con 30.

## Resultados
| Posiciones | Culturista       | Premio    |
| ---------- | ---------------- | --------- |
| 1          | Phil Heath       | $ 400 000 |
| 2          | Shawn Rhoden     | $ 150 000 |
| 3          | Dexter Jackson   | $ 100 000 |
| 4          | Mamdouh Elssbiay | $ 55 000  |
| 5          | William Bonac    | $ 45 000  |

Nota: La lista completa puede consultarse en las referencias.